# 石川島記念病院
石川島記念病院(いしかわじまきねんびょういん)(英名：Ishikawajima Memorial Hospital)は、東京都中央区佃にある病院。

## 概要

### 健康保険組合立病院として開院
当院の開院時は、石川島造船所健康保険組合(現・IHIグループ健康保険組合)による直営の健康保険組合立病院であり、当初の病院名は石川島造船所健康保険組合病院であった。その後、健康保険組合の母体企業の社名変更に伴い、石川島播磨重工業健康保険組合病院(通称・石川島東京病院)、IHI東京病院と病院名が変更された。その後、IHIグループ健康保険組合から医療法人社団健育会に経営が移管されたことにより、現在の石川島記念病院に至る。公式ウェブサイトにより確認できる過去及び現在の病院名は以上であるが、健康保険組合立病院時代に当院を経営していた健康保険組合の母体企業はこれ以外にも社名変更を行っていること、また1974年(昭和49年)に母体企業に属する東京・名古屋・相生・呉の4つの健康保険組合が統合して、現在のIHI播磨病院では病院名の改称が行われていることから、実際に名乗っていた過去の病院名は、これらよりも多いと考えられる。
経営移管前の病院名に含まれる「石川島」は、健康保険組合の母体企業の社名に由来するものであるが、母体企業の社名そのものは、江戸幕府が水戸藩前藩主徳川斉昭に命じて1853年(嘉永6年)12月5日に創業した造船所の所在地が、江戸隅田川河口の石川島(現在の東京都中央区佃2丁目)であることに由来するものであって、経営移管に伴う病院名の改称の際も、この地名をとって「石川島」を病院名に用いている。
なお、開院から2012年(平成24年)までは健康保険組合立病院であったが、一般の病院と同様、従業員以外に対する診療も現在に至るまで行っている。企業による病院であったため、内科や整形外科を中心とした入院診療も行っていて、特に整形外科については古くから実績があった。

### 経営移管と心臓病センター開設
2012年(平成24年)4月1日に、IHIグループ健康保険組合から医療法人社団健育会に病院の経営が移管され、病院名がIHI東京病院から石川島記念病院に改称された。手続きとしては、本来であれば、従来の病院を廃止したうえで新たな病院を開院するという流れである。しかしながら、IHI東京病院が所在する地域ではすでに病床数が多かったため、新たな病院を設立することができなかった。そこで、「地域医療を守る責任を果たす」という条件をつけて、IHIグループ健康保険組合から健育会への引き継ぎが特例的に認められた。
IHIグループ健康保険組合は、当院の経営を移管する時点でIHI播磨病院も経営していたが、このIHI播磨病院については現在もIHIグループ健康保険組合による直営の健康保険組合立病院のままであり、病院名もそのままである。また、IHIグループ健康保険組合の母体企業であるIHI自身も、直営の企業立診療所を現在も経営している。
経営移管後、より特化した医療を提供する目的で、心臓病センターが開設された。全病床47床のうち、半数は常に心臓病の患者で占められていた。心臓病センター開設以降、後述する診療休止までは、心臓病センターと、古くから実績のある整形外科が2枚看板であった。

### 心臓病センター不振と診療休止
しかし、新たに開設した心臓病センターが地域のニーズに合わず、患者が集まらなかった。近隣に大学病院があることもあり、心臓病センターの患者数は当初の計画を下回り赤字経営となり、これによる経営悪化を受けて診療の継続が難しくなった。2017年1月18日の時点で、石川島記念病院は健育会が運営する病院としては唯一の赤字であった。石川島記念病院の赤字によって、健育会が運営する他の施設の黒字を帳消しにする状態だった。
当初は廃院の予定であったが、東京都と中央区医師会からの要請を受け、2018年(平成30年)12月1日から2019年(平成31年)8月31日までの期間で診療を休止し、心臓病治療からリハビリテーションや整形外科を中心にした診療に切り替えるなど診療機能を見直して、診療休止前から引き続いて健育会が診療の再開を目指すこととなった。石川島記念病院は中央区に3つある東京都二次救急指定病院の1つであったが、救急患者の受け入れについては2018年9月から中止した。
病院職員らは休診することなく診療を継続することを求めていて、東京都に要望書を提出すると同時に厚生労働省にも同様の文書を郵送している。東京都も病院側に診療継続を求めていて、安定経営に向けた指導を行っており、2018年(平成30年)10月には病院や健育会に立ち入り検査を行い運営状況の調査も行っている。

### 診療の再開
2019年(令和元年)9月1日より、病院の機能をこれまでの急性期病院から回復期リハビリテーション病院として変更したうえで、診療を再開した。

## 歴史
- 1931年(昭和6年)9月7日 - 石川島造船所健康保険組合病院として開院。
- 1945年(昭和20年) - 健康保険組合の母体企業である石川島造船所が石川島重工業に社名変更。
- 1960年(昭和35年) - 健康保険組合の母体企業である石川島重工業が播磨造船所と合併し、石川島播磨重工業となる。当院はこれに伴って、病院名が石川島播磨重工業健康保険組合病院(通称・石川島東京病院)に改称されている。
- 1967年(昭和42年)5月27日 - 地下1階地上4階鉄筋コンクリート造の病棟が完成。
- 1972年(昭和47年)6月12日 - 地上3階の診療棟が完成。
- 1974年(昭和49年) - 母体企業に属する、東京・名古屋・相生・呉の4つの健康保険組合が統合して、石川島播磨重工業健康保険組合となる。
- 2007年(平成19年)7月1日 - 健康保険組合の母体企業である石川島播磨重工業がIHIに社名変更。当院では、母体企業の社名変更と同時の改称は行われず、1年後に改称が実施された。
- 2008年(平成20年)7月1日 - 健康保険組合の名称が変更されたのに伴い、病院名をIHI東京病院に改称。
- 2012年(平成24年)4月1日 - IHIグループ健康保険組合から医療法人社団健育会に病院の経営が移管されたのに伴い、病院名を石川島記念病院に改称[10][11]。
- 2014年(平成26年)4月 - 旧病院隣地に新築移転。心臓病センターを新設[12]。
- 2015年(平成27年)8月 - 東京都知事から救急告示を受け、東京都救急指定病院となる[13]。
- 2016年(平成28年)9月1日 - 東京都知事から救急告示を受け、東京都二次救急指定病院となる[14]。
- 2018年(平成30年)
  - 11月30日 - 診療休止前最終診療日。
  - 12月1日 - この日より診療休止。
- 2019年(令和元年)9月1日 -　回復期リハビリテーション病院として診療を再開する[9]。

## 診療科
- 内科
- 整形外科
- リハビリテーション科

## 交通アクセス
- 東京メトロ有楽町線･都営大江戸線 月島駅下車 6番口 徒歩3分
- 都営バス 門33系統･東16系統･深夜14系統 月島駅前停留所 徒歩3分
- 都営バス 東16系統･深夜14系統 佃2丁目停留所 徒歩1分
- 日立自動車交通 江戸バス(中央区コミュニティバス)南循環 佃2丁目停留所
  - 都営バスと江戸バスでは、佃二丁目停留所を次の停留所として案内する車内放送をする際に、当院の広告が放送される。
  - 都営バスと江戸バスの佃二丁目停留所は離れており、当院へは都営バスの佃二丁目停留所の方が近い｡
- 八重洲通り沿いに当院はある｡